# 松尾克俊
松尾 克俊（まつお かつとし、1945年7月15日 - ）は、元外務省職員。元同省要人外国訪問支援室長。外務省機密費流用事件において、逮捕・起訴され、有罪判決を受け、黒羽刑務所に服役する。

## 経歴
- 1963年（昭和38年）12月-国家公務員初級試験合格 [1]
- 1964年（昭和39年）3月-神奈川県立多摩高等学校卒業 [1]
  - 4月-外務省に入省し、文書課に配属。同時に明治大学法学部二部入学  [1]
- 1968年（昭和43年）-明治大学中退  [1]
- 1970年（昭和45年） 5月-経済協力開発機構日本政府代表部三等理事官 [1]
- 1974年（昭和49年）7月-北米第二課。首席事務官は大島正太郎（現在、世界貿易機関上級委員）
- 1982年（昭和57年）11月-国際経済第一課  [1]
- 1986年（昭和61年）3月-主要国首脳会議開催準備事務局  [1]
- 1987年（昭和62年）9月-経済局総務参事官室庶務主任。[2]。
- 1988年（昭和63年）4月-中級登用  [1]
- 6月-課長補佐  [1]
- 1989年（平成元年）7月-在アメリカ合衆国日本国大使館一等書記官[1]
- 1993年（平成5年）1月-東京サミット開催準備事務局 
  - 10月-外務大臣官房総務課要人外国訪問支援室長
- 1995年（平成7年）10月-アジア太平洋経済協力大阪会議開催準備事務局
- 1999年（平成11年）1月-総合外交政策局総務課企画官 [1]
  - 6月-九州・沖縄サミット準備事務局次長  [1]
  - 7月-総合外交政策局総務課企画官兼外務大臣官房総務課機能強化対策室長  [1]
- 2001年（平成13年）1月-外務省から業務上横領容疑で告発され、懲戒免職。
  - 3月11日 詐欺罪で逮捕[3]
- 2002年（平成14年）-懲役7年6カ月の判決を受ける。
- 2010年、刑期満了。出所後の消息は不明。

## 外務省機密費流用事件
1997年3月に週刊ポストに、「外務省に機密費を流用している官僚がいる」と報じられる。
その後、鈴木宗男に警察幹部から「九州沖縄サミットの経理を調べたら億単位の金を着服しているらしい。外務省が自主的に処分したら刑事事件にしない」と情報が入り、これを鈴木から聞いた佐藤優は齋木昭隆人事課長に報告。鈴木も阿部知之官房長に電話。
2001年1月1日、読売新聞一面で、機密費流用疑惑を報道。3月10日、首相外遊の宿泊費を水増しし内閣官房機密費約4200万円を詐取したとして逮捕。2002年3月12日、東京地方裁判所で懲役7年6ヶ月（求刑10年）の実刑判決。被害額は約4億8千万円のうち3億円を自己弁済。

## その他
- 要人外国訪問支援室は、松尾の提案で1990年9月に新設。その後、2001年1月31日をもって廃止された。

## 同期
- 原口幸市（元宮内庁式部官長）
- 加藤紘一（自民党衆議院議員）
- 川島裕（元宮内庁侍従長）
- 法眼健作（元駐カナダ大使）
- 橋本宏（元オーストリア大使）
- 渡辺伸（元アルジェリア大使）